# موراي روبرت سميث
موراي روبرت سميث (بالإنجليزية: Murray Robert Smith) هو سياسي نيوزلندي، ولد في 6 يونيو 1941، وتوفي في 27 سبتمبر 2009 بسبب سرطان البروستاتا. حزبياً، نشط في حزب العمال النيوزيلندي. وقد انتخب عضو مجلس النواب النيوزيلندي.